# Gymnopilus purpuratus
Gymnopilus purpuratus är en svampart som först beskrevs av Cooke & Massee, och fick sitt nu gällande namn av Rolf Singer 1955. Gymnopilus purpuratus ingår i släktet Gymnopilus och familjen Strophariaceae.   Inga underarter finns listade i Catalogue of Life.